# 주먹도끼

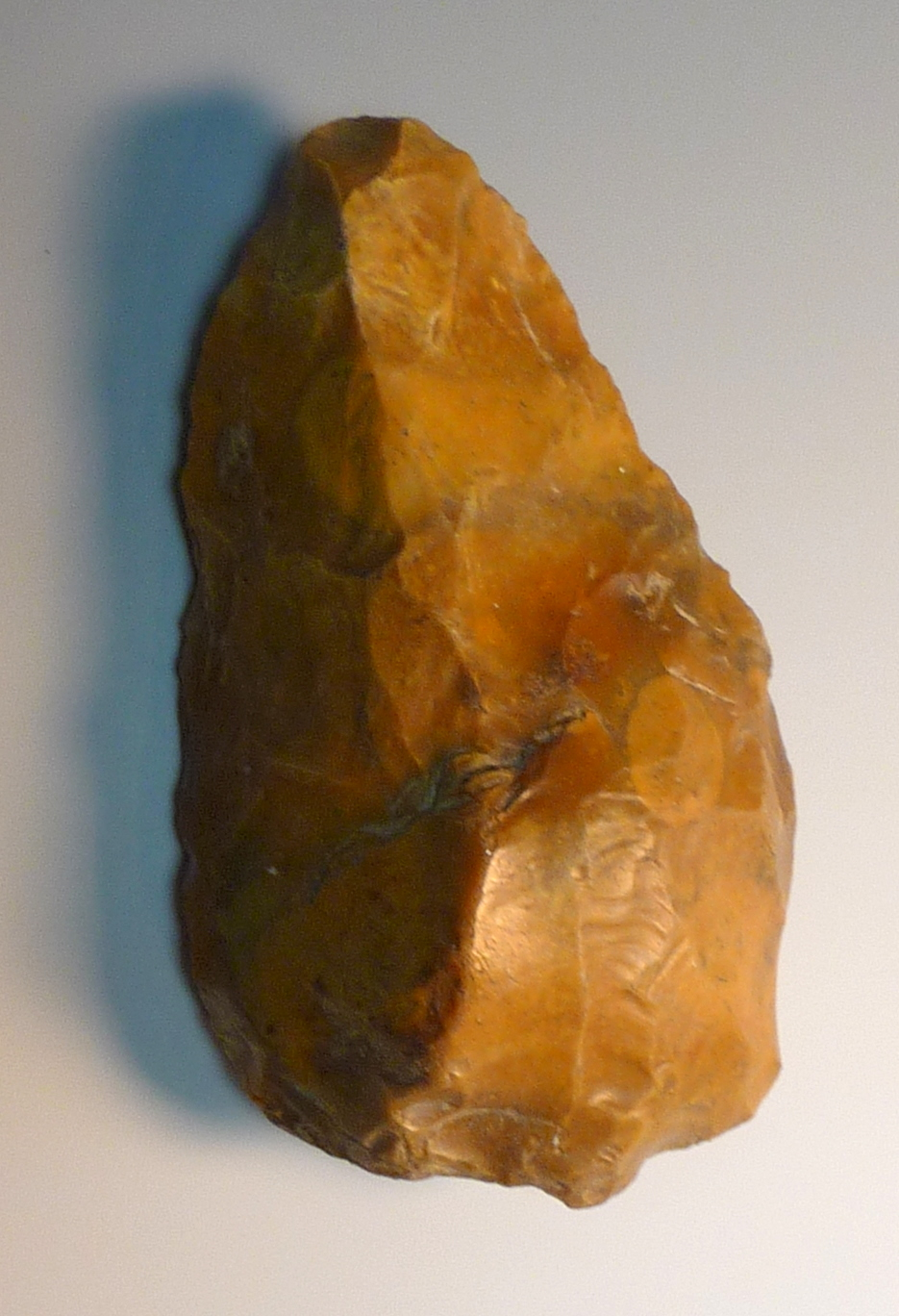
주먹도끼

주먹도끼는 구석기시대에 사용된 대표적인 도구이다. 한 손에 쥐고 쓸 수 있어서 짐승을 사냥하고 가죽을 벗기며, 땅을 파서 풀이나 나무를 캐는 등 다양한 용도로 사용되었다.
특히 후기 아슐리안 시대와 유럽의 중기 구석기시대(무스테리안)의 특징적 유물인데 호모 에렉투스 등의 초기 인류가 주로 사용하였다고 추정된다.

## 같이 보기
- 연천 전곡리 유적